# 千葉県道・埼玉県道183号次木杉戸線

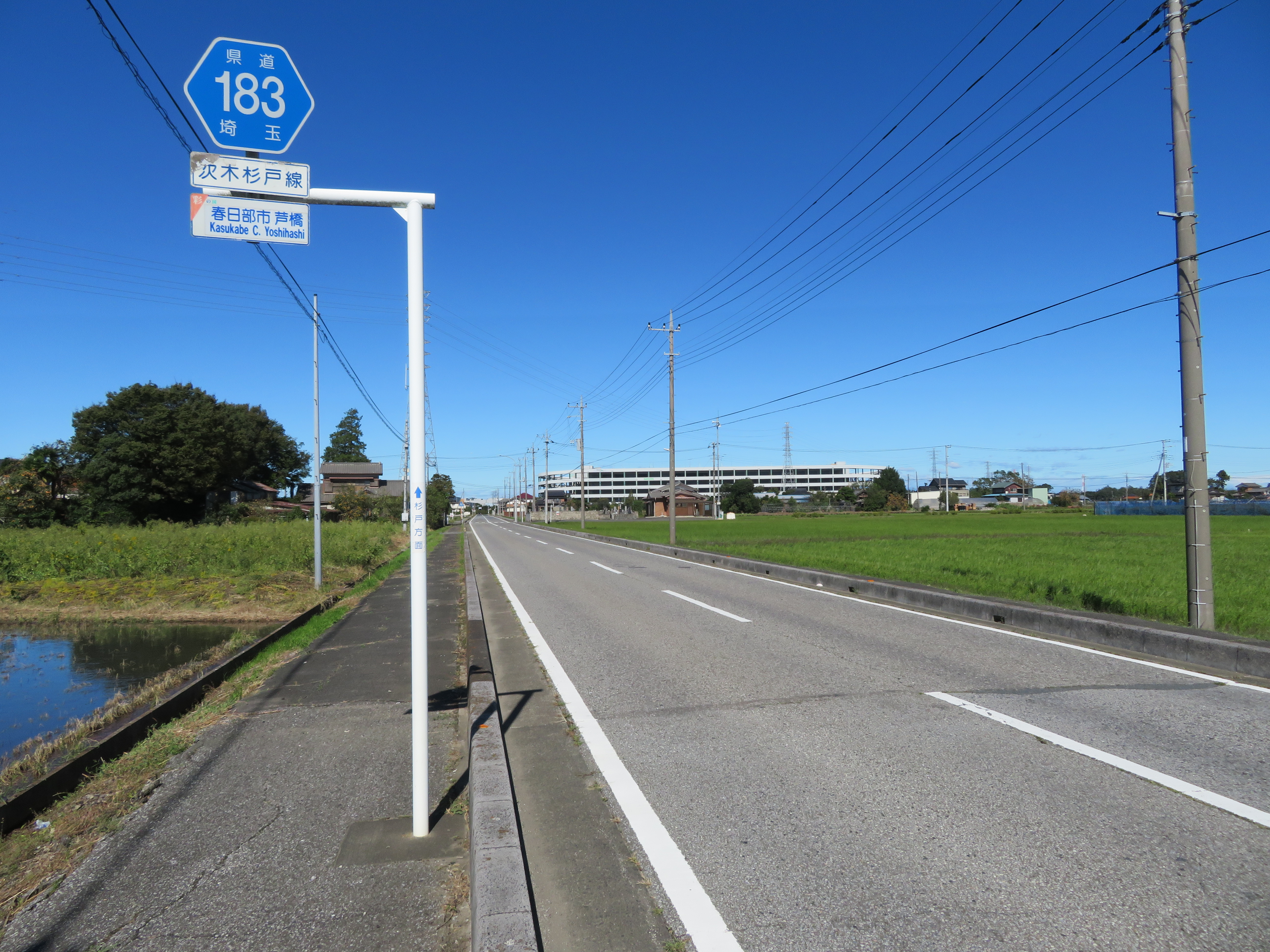
埼玉県道183号次木杉戸線
春日部市芦橋付近（2019年10月）

千葉県道・埼玉県道183号次木杉戸線（ちばけんどう・さいたまけんどう183ごう なみきすぎとせん）は、千葉県野田市から埼玉県北葛飾郡杉戸町に至る都道府県道である。

## 路線概要
- 起点：千葉県野田市次木（千葉県道17号結城野田線交点＝野田市次木交差点・野田市親野井交差点）
- 終点：埼玉県北葛飾郡杉戸町清池（国道4号交点）
- 総距離：9,212m

## 路線状況

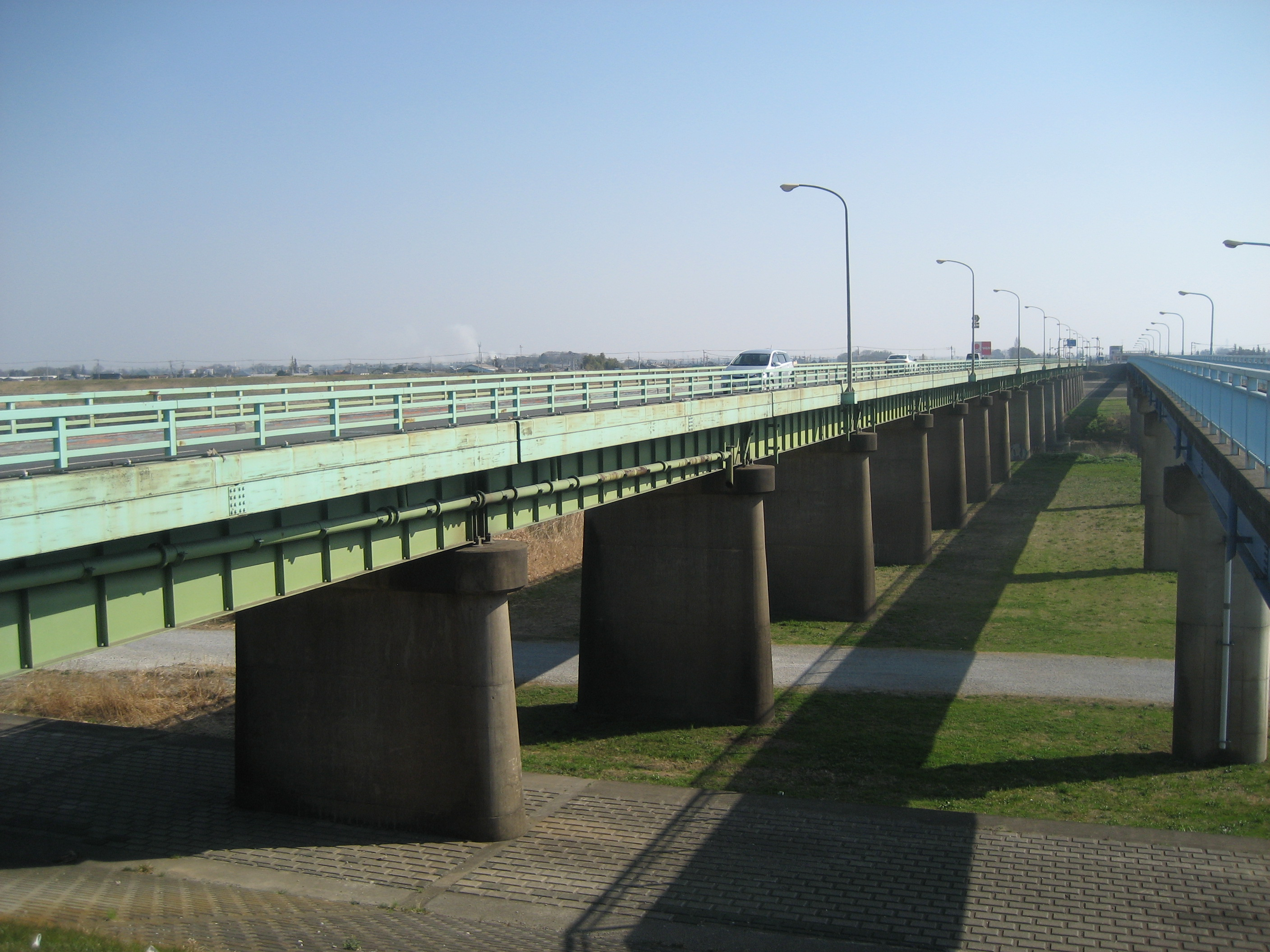
江戸川に架かる宝珠花橋

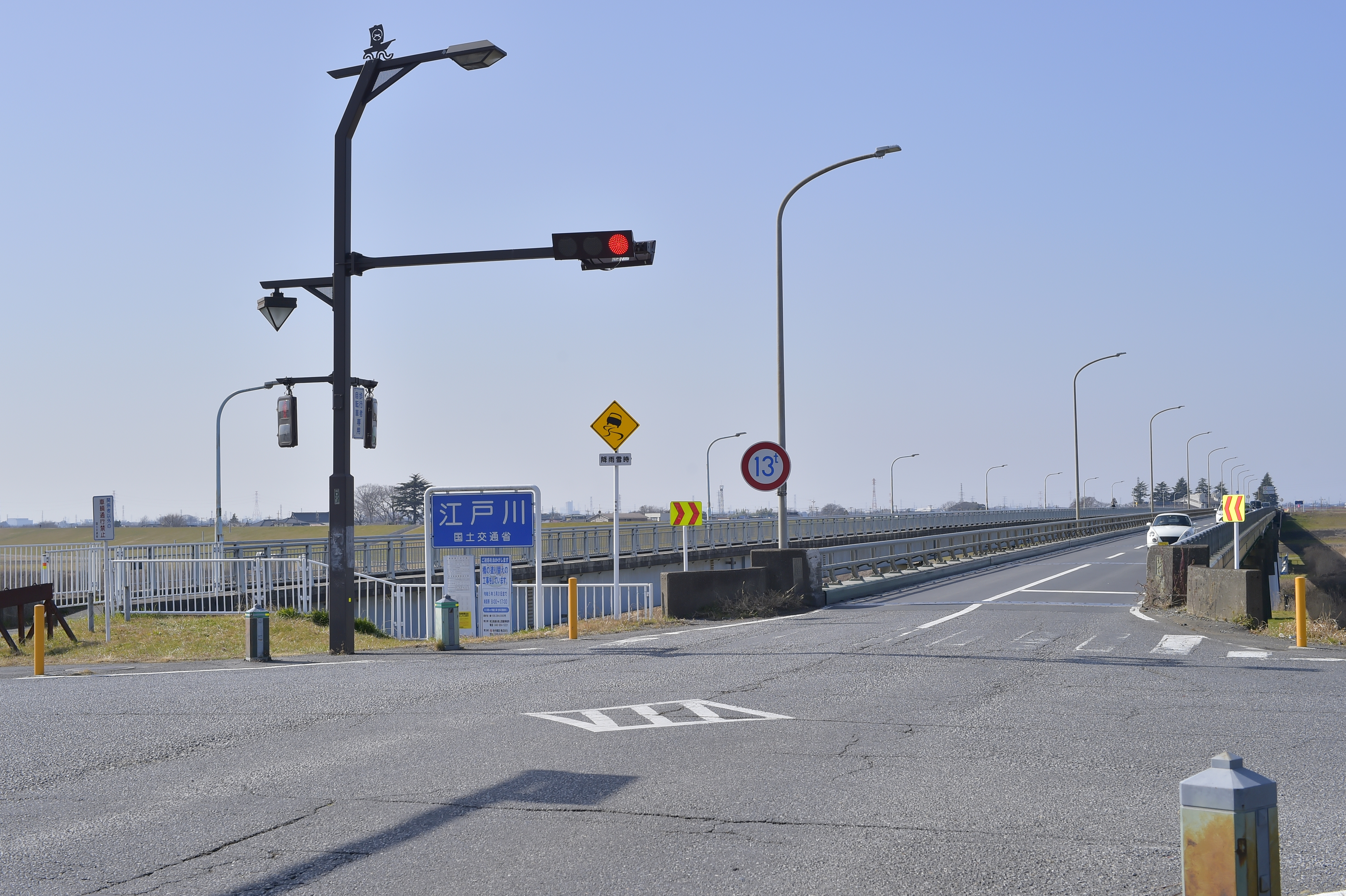
千葉県道183号次木杉戸線
野田市次木の宝珠花橋東詰（2023年2月）

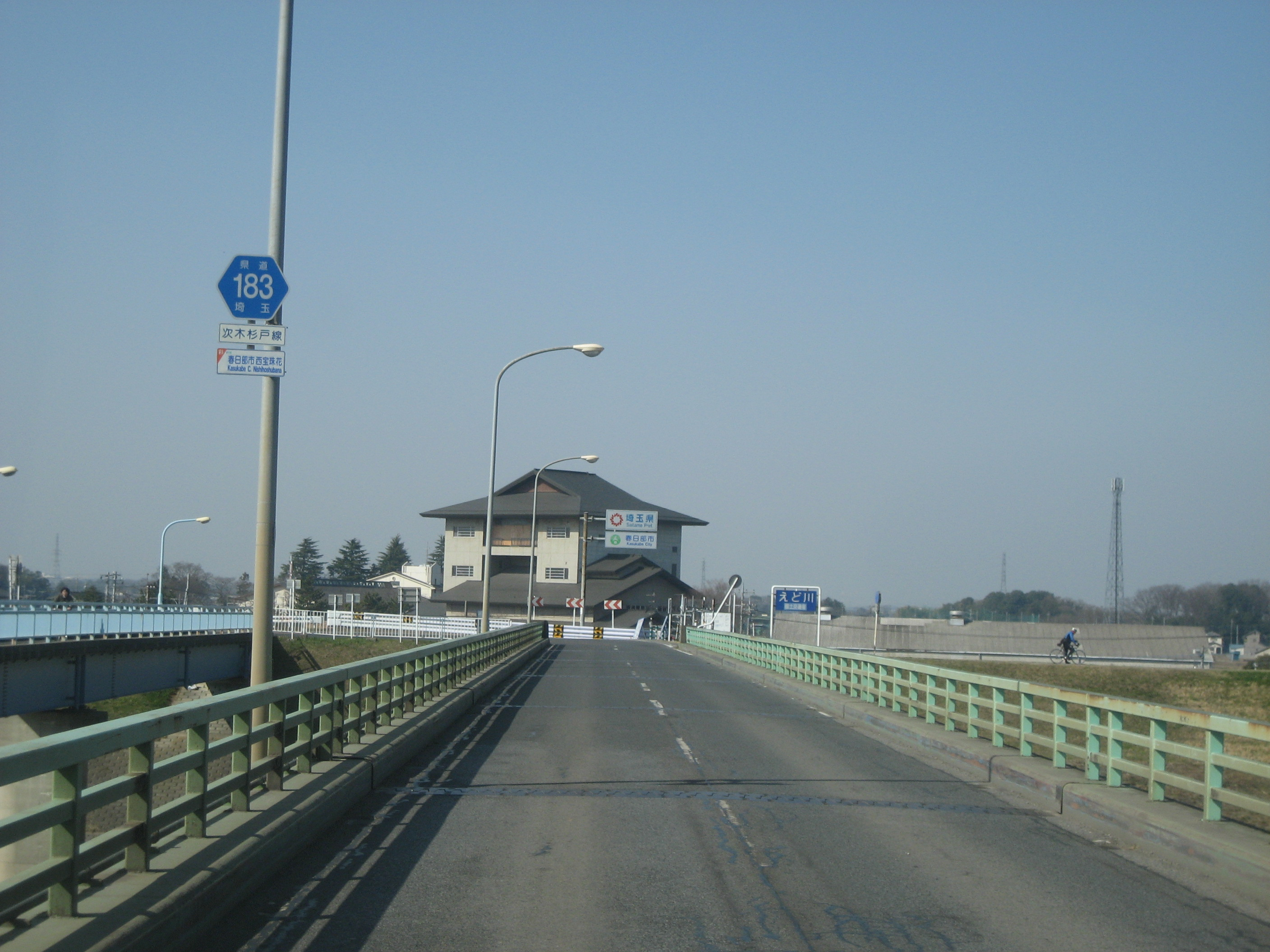
春日部市西宝珠花付近

### 道路施設
- 宝珠花橋（江戸川、千葉県野田市次木 - 埼玉県春日部市西宝珠花）

## 地理

### 通過する自治体
- 千葉県
  - 野田市
- 埼玉県
  - 春日部市 - 北葛飾郡杉戸町

### 接続・交差する主な道路
- 千葉県道17号結城野田線
- 千葉県道401号松戸野田関宿自転車道線
- 埼玉県道156号三郷幸手自転車道線
- 埼玉県道375号西宝珠花屏風線「西宝珠花交差点」
- 埼玉県道320号西宝珠花春日部線
- 埼玉県道42号松伏春日部関宿線「椿交差点」、「芦橋交差点」
- 国道4号春日部古河バイパス「中椿交差点」
- 埼玉県道319号惣新田春日部線「船渡橋交差点」、「並塚(東)交差点」
- 埼葛広域農道「並塚交差点」
- 埼玉県道318号並塚幸手線「並塚(西)交差点」
- 国道4号日光街道・埼玉県道154号蓮田杉戸線「清地交差点」

### 重複区間
- 埼玉県道42号松伏春日部関宿線（椿交差点～芦橋交差点間重複）
- 埼玉県道319号惣新田春日部線（船渡橋交差点～並塚(東)交差点）

### 沿線
埼玉県
春日部市
- 春日部警察署宝珠花駐在所
- 大凧公園（春日部市西宝珠花「大凧会館」跡地）
- 大凧文化交流センター[1](愛称：ハルカイト)(旧・宝珠花小学校)
- 宝珠花郵便局

杉戸町
- 杉戸深輪産業団地
- 杉戸警察署泉駐在所
- 杉戸町立東中学校
- 杉戸警察署田宮駐在所
- 杉戸町立すぎと幼稚園（2016年、杉戸東幼稚園他2園が統合移転。杉戸町給食センター・老人憩いの家跡地）
- 東埼玉総合病院附属清地クリニック（東埼玉総合病院は2012年に幸手市へ移転）